# Полемидија
Полемидија или Като Полемидија (грч. Πολεμίδια) је велико насеље на Кипру. Званично Полемидија припада округу Лимасол.
Полемидија је највеће предграђе другог по величини кипарског града, Лимасола.

## Природни услови
Насеље Полемидија налази на северопадним границама града Лимасола. Полемидија је смештена у прелазном подручју између приобалне равнице и планинског подручја Тродоса, северно положене планине, на приближно 60-90 метара надморске висине.